# Харитонов Дмитро Іванович
Харито́нов Дмитро́ Іва́нович  (* 26 жовтня 1886, Харків — † 21 серпня 1946, Париж)— український кінопідприємець, один із перших кінопрокатників, хто почав вкладати гроші в українське кіновиробництво.

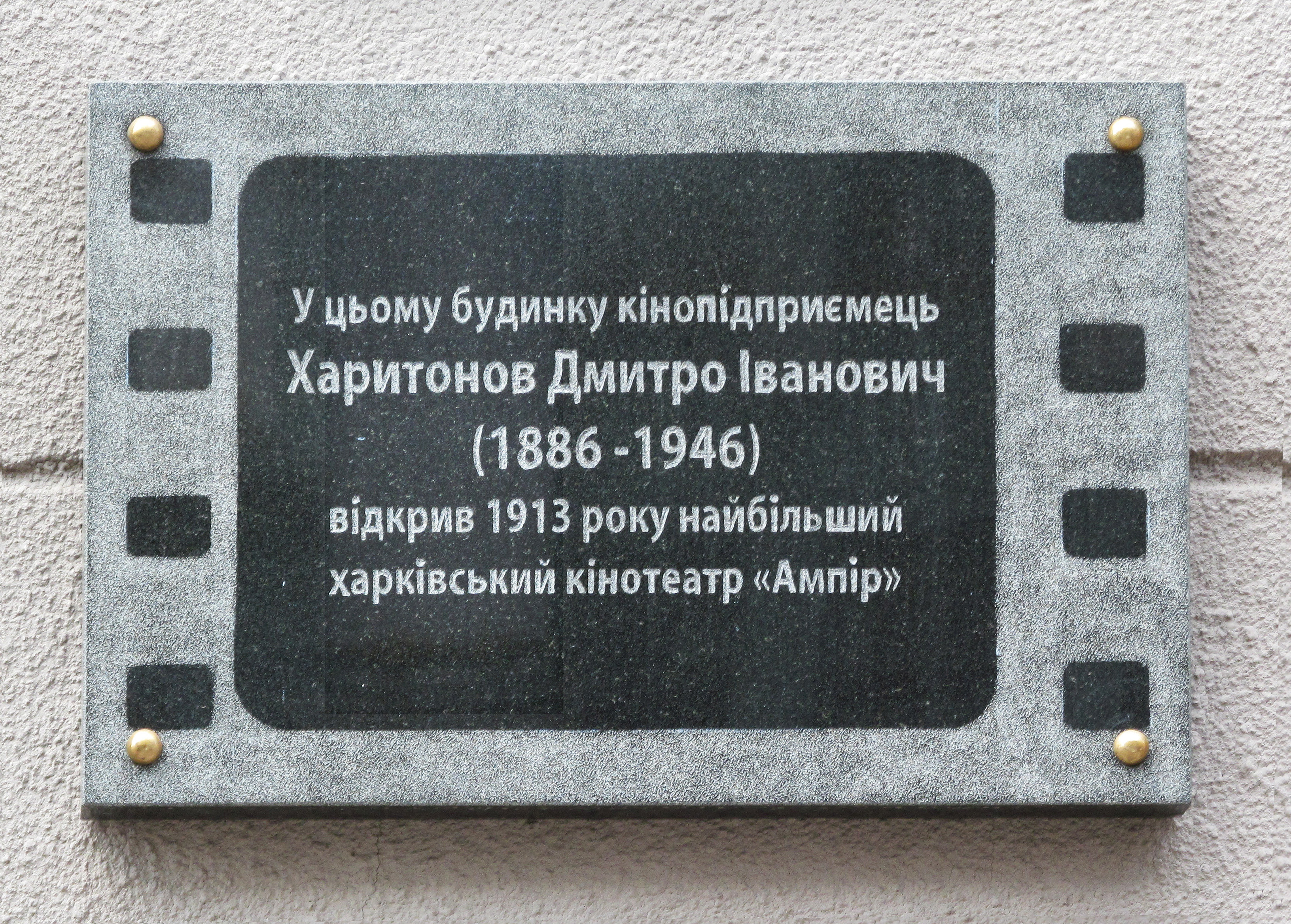
Меморіальна дошка Д. І. Харитонову на вул. Сумській в Харкові

У кіно з 1906 року. Володів великими кінотеатрами (сінематографом) «Аполло» і «Ампір» у Харкові. Кінотеатр «Аполло» був відкритий 20 жовтня 1907 за адресою Харків, вул. Московська, 8, став першим кінотеатром на цій вулиці, за часів СРСР перейменованої в Московський проспект. Загалом на Московській вулиці Дмитро Харитонов відкрив п'ять кінотеатрів, серед них «Мішель» (будинок № 4), «Модерн» (будинок № 6), «Аполло» (будинок № 8), «Весь світ» (будинок № 15), «Помпей» (будинок № 32). Прибутковий будинок за адресою Харків, вул. Сумська, 5, від початку проектувався з приміщенням для кінотеатру «Ампір» (1913, арх. А. І. Горохів).
У 1909 — власник кінотеатру і прокатної контори «Аполло» в Харкові, з філіями в Одесі, Ростові-на-Дону, Києві, Петербурзі. У 1909—1912 — фінансував у Харкові знімання фільмів, виділяв великі суми для постановки українських сюжетів. Перший фільм за фінансового сприяння Дмитра Харитонова — українська комедія-водевіль «Як вони женихалися, або Три кохання в мішках» за повістю Миколи Гоголя «Ніч перед різдвом», був знятий у 1909 році харківським актором Олексієм Олексієнком, де він же виконав усі ролі (дяк, Чуб, Голова, Солоха).
У 1910—1911 роках О. Олексієнко за гроші Харитонова екранізував твори українських авторів: «Москаль-чарівник» Івана Котляревського, «Кум-мірошник, або Сатана в бочці» і «Сватання на вечорницях» Дмитра Дмитренка, «Як ковбаса та чарка, то минеться й сварка» Михайла Старицького, «Бувальщина, або На чужий коровай очей не поривай» А. І. Вельсовського, «Жидівка-вихрестка» Івана Тогобочного.
На харківській кіностудії Дмитра Харитонова, який фінансував постановки Олексія Олексієнка, також успішно монтує хроніку і створює фільми актор і режисер Олександр Остроухов-Арбо. У 1912 році побачили світ його стрічки «Дачний чоловік, або Трагік мимоволі» за Антоном Чеховим, а також «Дорогий поцілунок», «Хохол наплутав, або Денщик підвів».
У 1913 році у власному двоповерховому будинку на вулиці Сумській, 5, відкрив найбільший у Харкові кінотеатр «Ампір» із залом на 800 місць, де перед сеансами в антрактах публіку розважав оркестр із 30 музикантів і де проводили творчі вечори Віра Холодна, Іван Мозжухін та інші зірки сінематографу початку минулого століття (за часів СРСР цей кінотеатр називався «1-й Комсомольський»).
У 1915—1916 — видавав у Харкові часопис про кінематограф «Южанин».
У березні 1916 року Харитонов придбав у Москві земельну ділянку з будинком на вулиці Лісовій, 27, де побудував найбільший знімальний павільйон у Російській імперії. Він переманював до себе на роботу провідних акторів та режисерів: П. Чардиніна, В. Висковського, М. Бонч-Томашевського, Ч. Сабінського, В. Холодну, В. Максимова, В. Полонського, Й. Рунича, кінооператора Володимира Сіверсена, який після еміграції став провідним оператором у відновленій фірмі Дмитра Харитонова в Берліні, та інших, обіцяючи їм повну свободу творчості і божевільні гонорари. Схоже, що Харитонов створив «систему зірок», згодом взяту на озброєння Голлівудом.
У 1917 році в Харкові відбулися прем'єри фільмів кіностудії Харитонова — «Біля каміна» з продовженням «Забудь про камін, у ньому погасли вогні» режисера Петра Чардиніна (другу серію фільму Чардинін поставив у Харкові в театрі «Ампір»), екранізації роману Е. Золя «Людина-звір» в постановці Чеслава Сабінського з Вірою Холодною і Йосипом Руничем в головних ролях, та стрічки «Жінка, яка винайшла любов», поставленої В'ячеславом Вісковським з акторським складом фільму «Біля каміна». В Одесі фільм «Біля каміна» безперервно демонструвався протягом 90 днів, в Харкові — 72 дні, при цьому найбільший харківський театр «Ампір» чотири рази відновлював постановку картини, і кожен раз показ збирав величезні черги.
«Ситуація, що склалася в 1918 році, змусила багатьох діячів кіно залишити Москву. Взяття влади більшовиками ознаменувався терором, репресіями і конфіскаціями. Кінопідприємці відчули гостру необхідність відгородитися від більшовиків, які вже міцно зайняли свої позиції в Москві та Петрограді. Під виглядом літніх кіноекспедицій багато кінематографістів виїжджають до Криму, Одеси, а також до Києва та Харкова. Влітку 1918 року Харитонов з режисером Чардиніним і своєю акторською трупою на чолі з В. Холодною приїжджає до Ялти. Однак незабаром він вирішив дещо віддалитися від конкурентів, і в кінці червня вирушив до Одеси, де до осені на Французькому бульварі закінчив будівництво великого павільйону. В Одесу група Харитонова приїхала 28 червня. Крім численного сімейства Холодної, до кіноекспедиції увійшли П. Чардинін з дружиною і дочкою, В. Максимов. У Харкові до них приєднався Й. Рунич з дружиною — артисткою театру М. Синельникова. У зв'язку з переїздом прославлених акторів на південь московська „Кіногазета“ зазначала: „Кращі артистичні сили вивозяться з Москви в нове Запоріжжя“.» — В. Миславський, «Життя і фільми Дмитра Хартонова»
По дорозі в Одесу актори давали концерти в Києві та Харкові. В Одесі кіногрупа Харитонова продовжила активно знімати фільми. У місті та його околицях йшли натурні зйомки. Відновилася робота над стрічкою «Княжна Тараканова». На жаль, цей фільм не зберігся, як не збереглася і «Циганка Аза» — інсценування п'єси М. Старицького. Зникли й останні фільми за участю Віри Холодної: «Дама з камеліями», «Міс Кетті», «У лещатах любові», «Пісня Персії». 16 лютого 1919 року у цьому турне від «іспанки» померла легендарна Віра Холодна. Деякі зі знятих в Одесі стрічок за участю Віри Холодної через відсутність позитивної плівки взагалі не вийшли на екрани, а негативи вивіз за кордон під час еміграції Дмитро Харитонов. Ймовірна фільмографія складається з восьми десятків назв.
У лютому 1919 року при одеській кінофабриці Дмитра Харитонова під керівництвом її режисера і директора Петра Чардиніна відкрилася «Студія екрану».
З 1920 року в еміграції. Працював в Італії та Німеччині, з 1924 року у Франції. Працював продюсером у компанії «Сіне-Франс-Фільм» і «Вісті». З 1926 року у французькому відділенні концерну UFA. Володів у Парижі рестораном «Poison d'Or». У кінці 20-х років співвласник фірми «Greenbaum-Film» у Берліні. У Росії фінансував виробництво понад 60 фільмів.
Випустив фільми:
- «Як вони женихалися, або три кохання у мішках» (1909),
- «Бувальщина, або На чужий коровай очей не поривай» (1910),
- «Гадюка потайна»,
- «Москаль-чарівник»,
- «В окремому кабінеті» (1911),
- «Жидівка-вихрестка»,
- «Кум-мирошник, аба Сатана в бочці»,
- «Малюта Скуратов»,
- «Сватання на вечорницях»,
- «Шельменко-денщик»,
- «Як ковбаса та чарка, то минеться й сварка» (1911),
- «Балканська цариця»,
- «За океаном» (1912).